# Inaccessible Coast
Koordinaten: 77° 20′ S, 168° 15′ W
Die Inaccessible Coast (englisch für Unzugängliche Küste) ist ein Küstenabschnitt im Nordosten der antarktischen Ross-Insel. Er liegt zwischen dem Kap Tennyson und dem Kap Crozier.
Teilnehmer der Terra-Nova-Expedition (1910–1913) des britischen Polarforschers Robert Falcon Scott benannten ihn.